# Sala (Szwecja)
Sala − miasto w Szwecji. Siedziba władz administracyjnych gminy Sala w regionie Västmanland nad rzeką Sagån. Około 12 059 mieszkańców. Początki miasta sięgają XVI wieku gdy założono pobliską kopalnie srebra. Prawa miejskie w 1624 roku nadał mu król Gustaw II Adolf.

## Przypisy

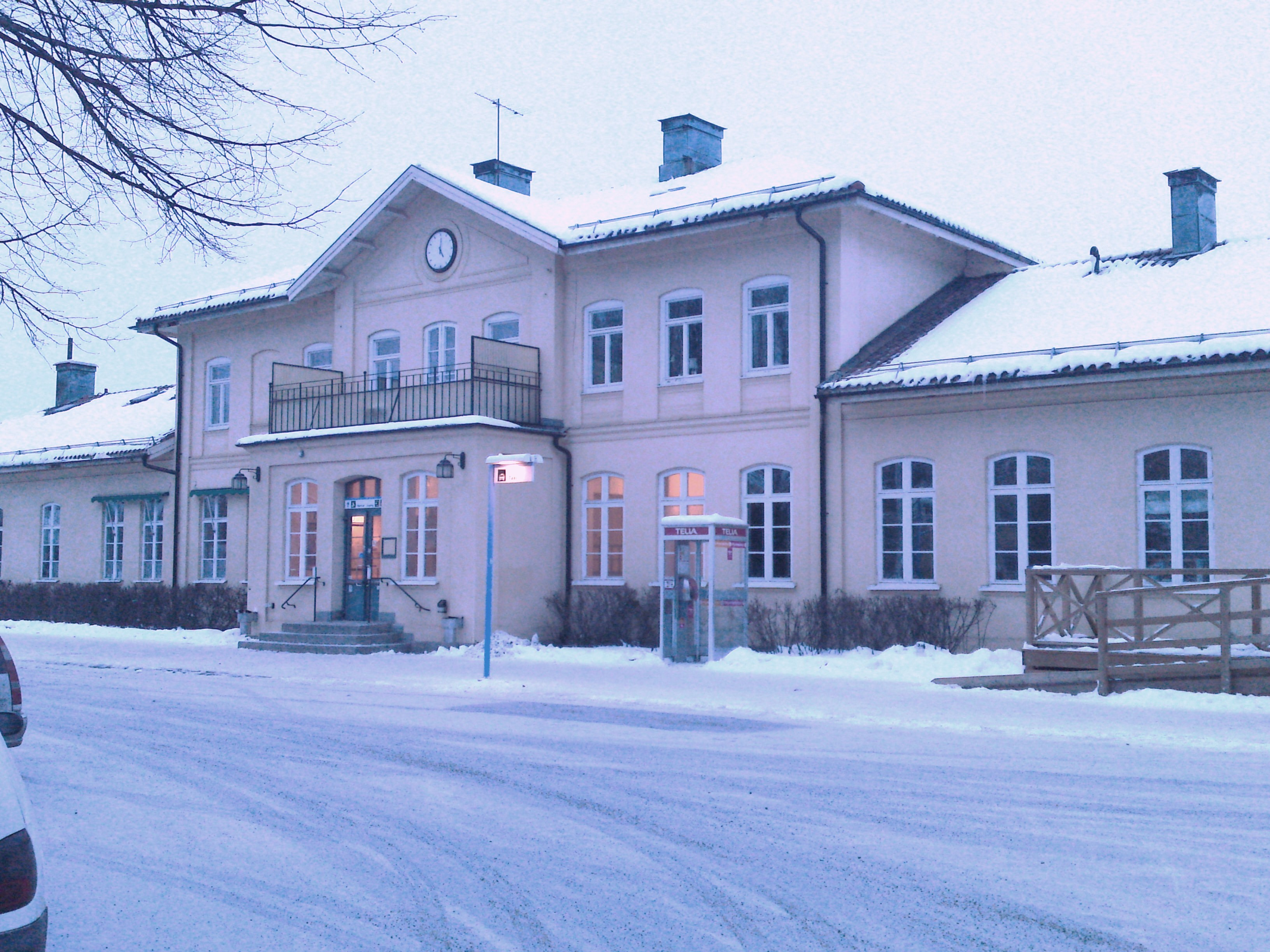
Sala, stacja kolejowa